# أليكس ميرسير
أليكس ميرسير (بالإنجليزية: Alex Mercer)‏ (29 يناير 1892 في المملكة المتحدة - ) هو لاعب كرة قدم بريطاني في مركز نصف الجناح. لعب مع نادي كوينز بارك.